# Старо градско језгро
Старо градско језгро или, у свакодневном говору, стари град је, у ширем смислу, назив за историјски део града, смештен у његовом средишњем делу. У ужем смислу појам старо градско језгро обухвата део града који је омеђен градским бедемима (или је то био).

## Примери из света
Широм света, а посебно у Европи, постоји и данас низ старих градских језгара окружених бедемима. Неки од њих на списку светске баштине УНЕСКО-а (Берн у Швајцарској, Кведлинбург у Немачкој, Праг у Чешкој, Талин у Естонији, Венеција у Италији, Пингјао у Кини).

## Примери из Србије и окружења
У Србији једини прави пример очуваног старог градског језгра у зидинама је Петроварадинско подграђе. Ако се сагледа шири смисао појма онда у Србији постоји низ примера, посебно у Војводини.

### Примери из Уже Србије
- Старо градско језгро Београда,
- Старо језгро Земуна (Просторна културно-историјска целина под заштитом),
- Тешњар, старо језгро Ваљева (Просторна културно-историјска целина под заштитом, изузетан значај),
- Старо језгро Неготина (Просторна културно-историјска целина под заштитом),
- Старо језгро Ивањице (Просторна културно-историјска целина под заштитом),

### Примери из Војводине
- Подграђе Петроварадина,
- Старо језгро Сремских Карловаца (Просторна културно-историјска целина под заштитом, изузетан значај),
- Старо језгро Новог Сада (Просторна културно-историјска целина под заштитом),
- Старо језгро Зрењанина (Просторна културно-историјска целина под заштитом),
- Старо језгро Сомбора (Просторна културно-историјска целина под заштитом),
- Старо језгро Бечеја (Просторна културно-историјска целина под заштитом),
- Старо језгро Суботице (Просторна културно-историјска целина под заштитом),
- Старо језгро Панчева (Просторна културно-историјска целина под заштитом),
- Старо језгро Сремске Митровице (Просторна културно-историјска целина под заштитом),
- Старо језгро Кикинде (Просторна културно-историјска целина под заштитом).

### Примери са Косова и Метохије
- Старо градско језгро Призрена (Просторна културно-историјска целина под заштитом)

### Примери из окружења
У околним земљама примери старих градова посебно су чести у приморју. Примери из унутрашњости су махом везан за источњачко наслеђе.
Потребно је издвојити стара језгра која су на списку УНЕСКО-а као светска баштина:
- Босна и Херцеговина - Старо градско језгро Мостара,
- Северна Македонија - Старо градско језгро Охрида,
- Хрватска - Старо градско језгро Дубровника,
- Хрватска - Старо градско језгро Пореча,
- Хрватска - Старо градско језгро Трогира,
- Словенија - Старо градско језгро Копра,
- Словенија - Старо градско језгро Шкофје Локе,
- Црна Гора - Старо градско језгро Бара,
- Црна Гора - Старо градско језгро Будве,
- Црна Гора - Старо градско језгро Котора,
- Црна Гора - Старо градско језгро Подгорице.

## Савремено виђење старих градова
У новије време, међу светским стручњацима јавила се потреба очувања старих градских језгара, посебно оних добро очуваних, као вредног сведочанства културе и идентитета одређеног града, краја, области, државе, народа. У складу са тим предузете су мере заштите и очувања старих градских језгара. Последњих деценија све се више говори о очувању „њиховог духа“, па се разрађују начини оживљавања нпр. старих заната, традиционалних делатности или старих светковина у њима.
Истовремено, привлачност старих градских језгара јавила се и код грађанства, што је посредно довело до развоја културног туризма, који, између осталог, посебну пажњу поклања старој архитектури, старим целинама и амбијентима. Сходно томе, приметан је тренд занимања бројних туриста за старе градове, који полако постају више туристичка него „жива“ насеља (попут многих старих градова на Средоземљу).
На местима где постоји „оскудица“ правих историјских примера старих градова, често долази до стварања реплика старих градова као својеврсних забавних паркова. Ово је особено за САД, Кину, Јапан, од скора и за Русију. Вероватно најбољи пример јесте Дизниленд, који у свом средишту има пример главне улице старог америчког града. Многобројне су и реплике чувених старих градова (нпр. „Мала Венеција" у оквиру истоименог хотела у Лас Вегасу).